# Kejser Richu af Japan
Kejser Richū (履中天皇 Richuu-tennou) var den 17. kejser af Japan, efter den traditionelle liste over kejsere.
Der findes ingen pålidelig datering omkring denne kejsers liv og regeringstid, men i følge japansk tradition regerede han fra år 400 til 405.

## Overleveret levnedsbeskrivelse
Det menes, at Richū regerede landet i begyndelsen af det 5. århundrede, men der savnes konkret viden om ham, og der er ikke fundet kildemateriale, som kan kaste yderligere lys over hans regeringstid.
I følge beretningerne i Nihonshoki og Kojiki, var Richū den ældste søn af kejser Nintoku og fyrstinde Iwa.
De fleste historikere er enige om, at Richū i sin regeringstid ikke blev tituleret som tennō, fordi denne titel først blev anvendt om kejser Tenmu og kejserinde Jitō. I stedet blev han formentlig tituleret Sumeramikoto eller Amenoshita Shiroshimesu Ōkimi (治天下大王), der betyder "den store konge, som regerer over alle under himlen." Et alternativt bud går på, at Richū blev omtalt som "Storkongen af Yamato."(ヤマト大王/大君).
Visse historikere identificerer ham som den kong San, der optræder i Bogen om Song. Kong San sendte budbringere til Liu Song dynastiet i 421 og i 425. At disse begivenheder ligger mere end 15 år efter hans ofiicielle dødstidspunkt, er med til at illustrere usikkerheden i periodens tidsangivelser.
Richū bukkede under for sygdom i sit sjette regeringsår. Hans grav menes at være i Kawachi provinsen, i det nuværende Osaka præfektur. Han blev efterfulgt af sin yngre bror Hanzei. Ingen af hans sønner kom til at regere, men to af hans børnebørn fik kejsertitlen, Kejser Kenzō og Kejser Ninken.
Den præcise placering af Richūs gravsted kendes ikke. Kejseren æres ved en Shinto helligdom (misasagi) i Sakai ved Osaka. Det kejserlige hofmarskallat omtaler dette sted som Richūs mausoleum. Det officielle navn er Mozu no mimihara no minami no misasagi. Det omtales også som Kami Ishizu Misanzai Arkiveret 22. juli 2011 hos  Wayback Machine kofun (上石津ミサンザイ古墳).

## Ægtefæller og børn
1. hustru: Kurohime (黒媛), datter af Katsuragi no Ashita no Sukune (葛城葦田宿禰)
- Prins Iwasaka no itinohe no Oshiha (磐坂市辺押磐皇子), far til Kejser Kenzō og Kejser Ninken

- Prins Mima (御馬皇子)
- Prinsesse Aomi no Himemiko (青海皇女)

2. hustru: Kusaka no Hatabi no Himemiko (草香幡梭皇女), datter af Kejser Ōjin
- Prinsesse Nakashi no Himemiko (中磯皇女), blev gift med Ookusaka

Futohime no Iratsume (太姫郎姫), datter af Funashiwake (鯽魚磯別王)
Takatsuru no Iratsume (高鶴郎姫), søster til Futohime